# Meute
Meute je německá jazz-rocková, techno-funková skupina.

## Historie
Skupina byla založena v roce 2015 Thomasem Burnhornem. Dechová sekce skupiny Meute se věnuje hudebrní produkci v souvislosti s tvůrčí činností jednotlivůch aktérů, především jde o pouliční vystoupení a performance. Účastní se také akcí a spoluprací, mimo jiné nahrála soundtrack k seriálu Babylon Berlin, kde nahrála rytmickou sekci písně Ein Tag Wie Gold.

## Současnost
Meute vystupuje ve významných městech a na předních hudebních akcích v Evropě.